# Musée national ferroviaire de Pietrarsa
Le Musée national ferroviaire de Pietrarsa se situe dans le quartier San Giorgio a Cremano à  Naples dans une usine de fonderie qui appartenait au Roi de Naples. On y fabriqua des chaudières pour locomotives et on y construisit des bateaux à vapeur au XIXe siècle puis cette usine se reconvertit lors de l'unité de l'Italie en atelier de réparation pour chemins de fer. Le musée fut inauguré en 1989, ferma ses portes en 2006 pour être restauré et rouvrit en 2007. Après une deuxième restauration le musée est de nouveau ouvert au public depuis septembre 2011.

## galerie de photographies

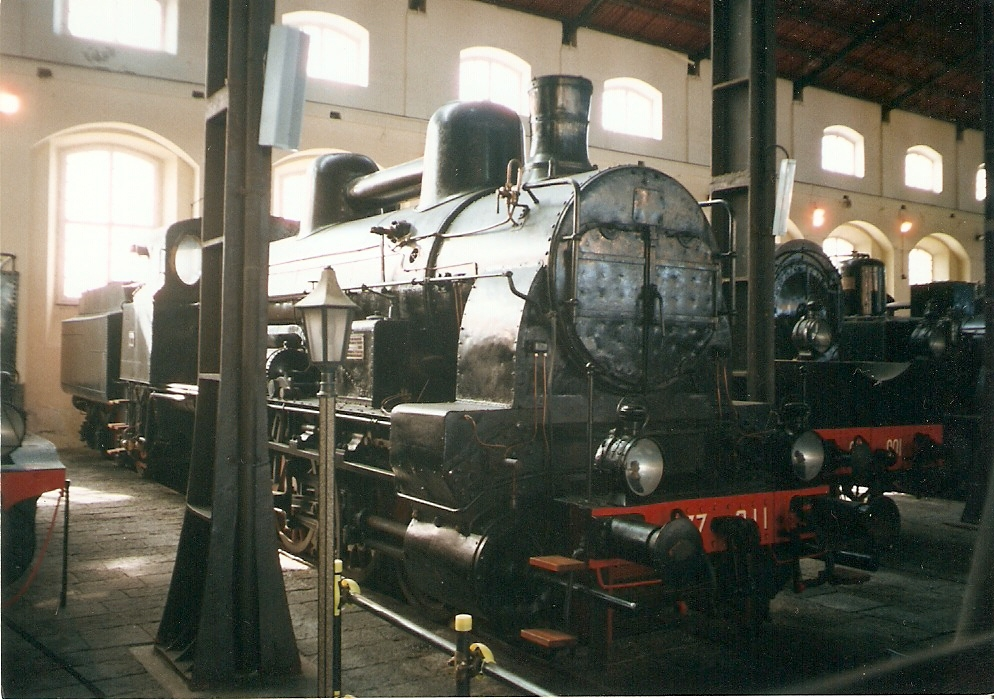
Gruppo 477
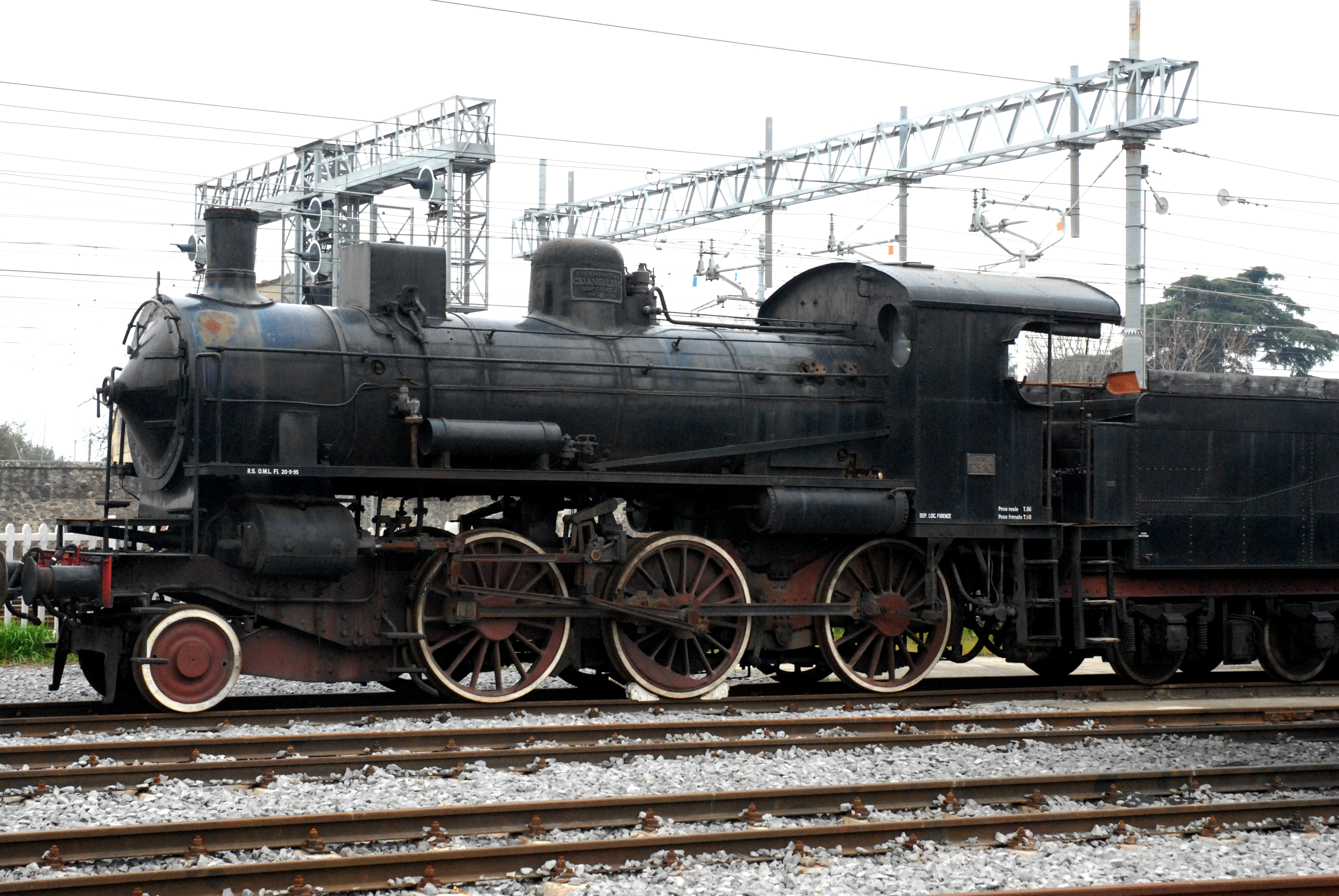
Gruppo 625
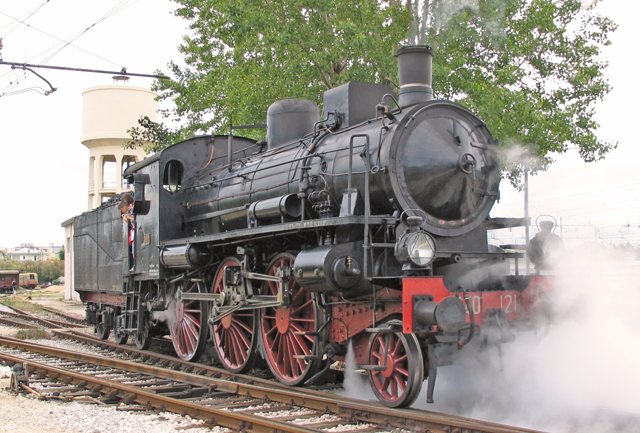
FS Gr 640
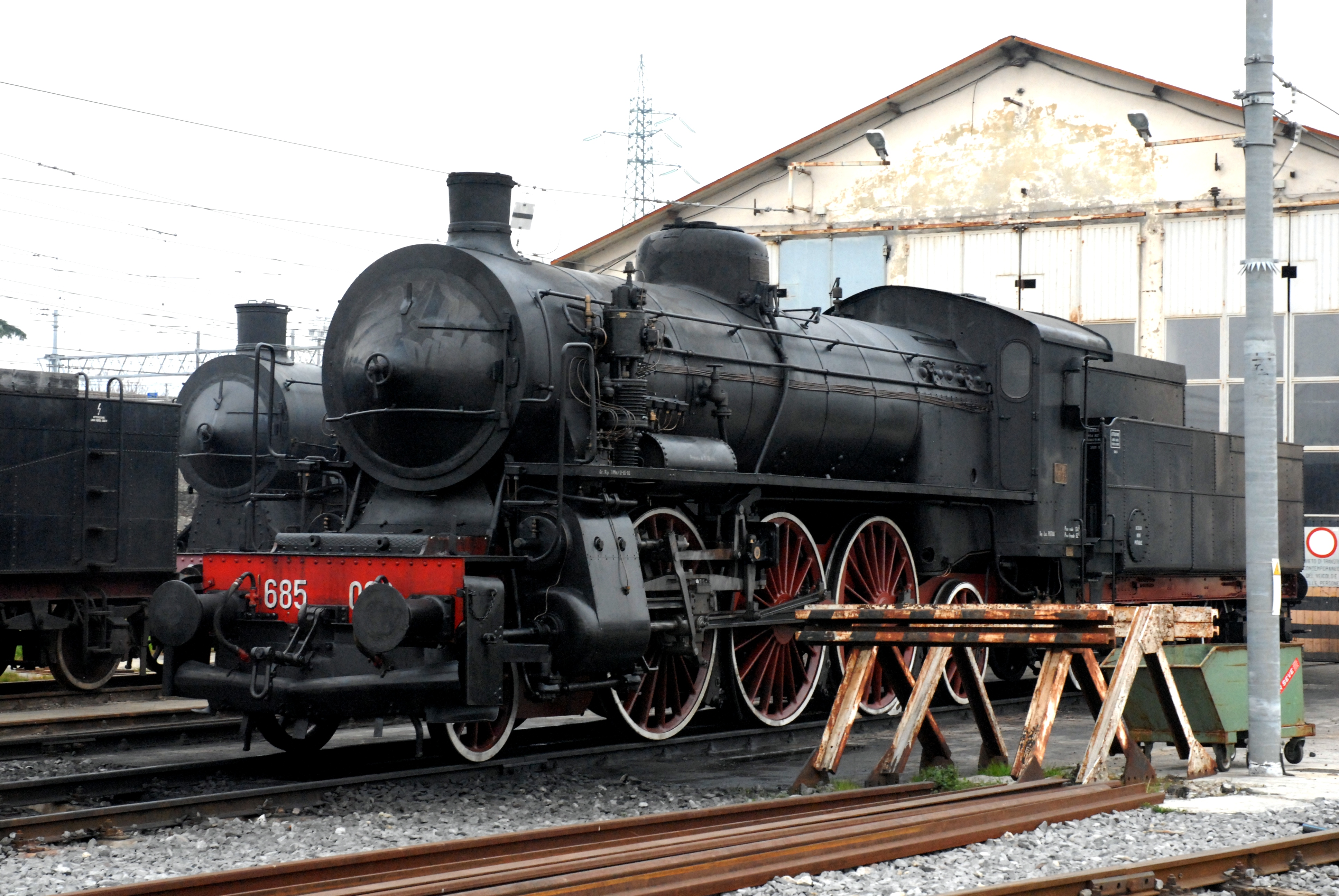
FS 685
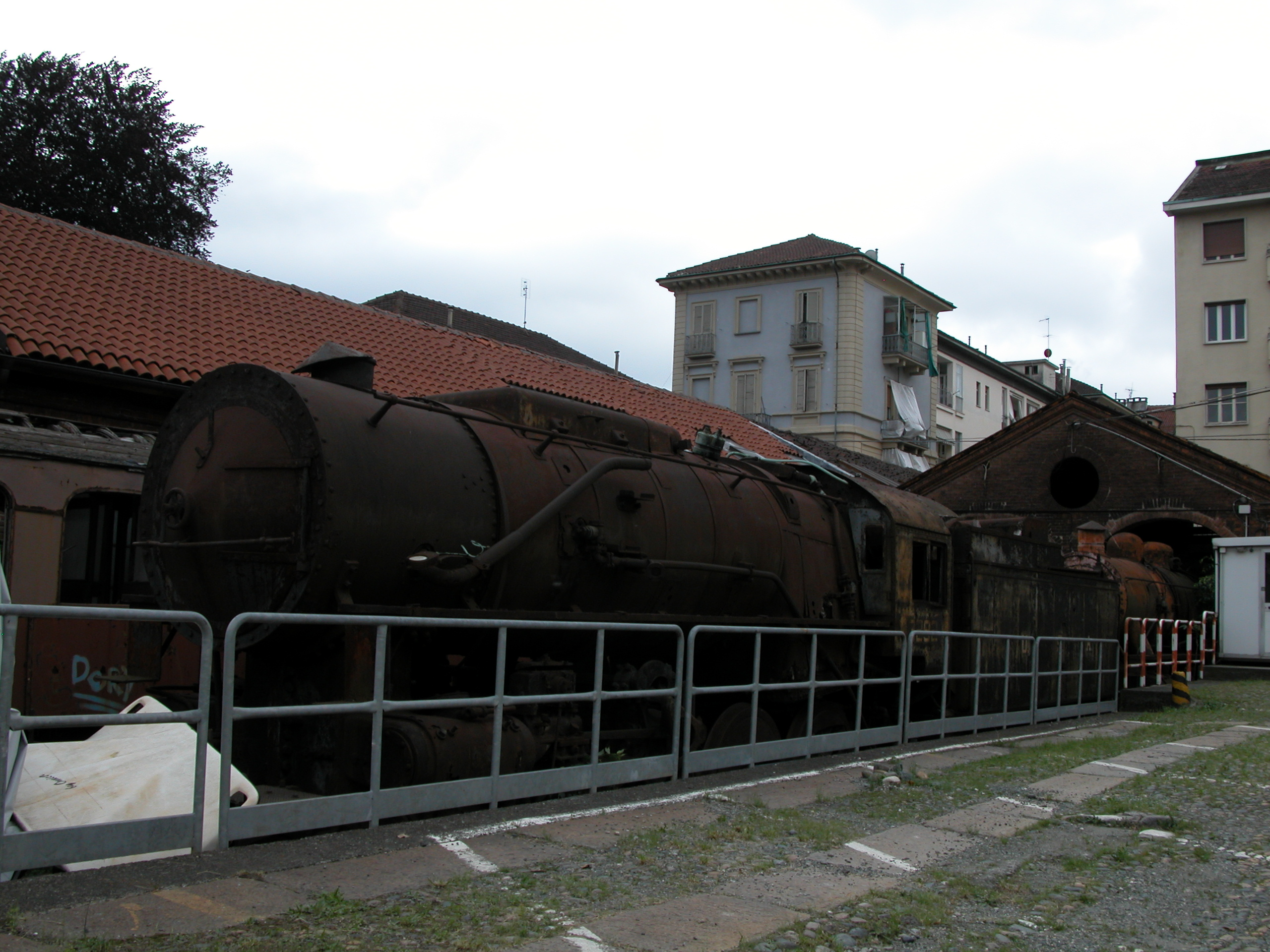
FS 736
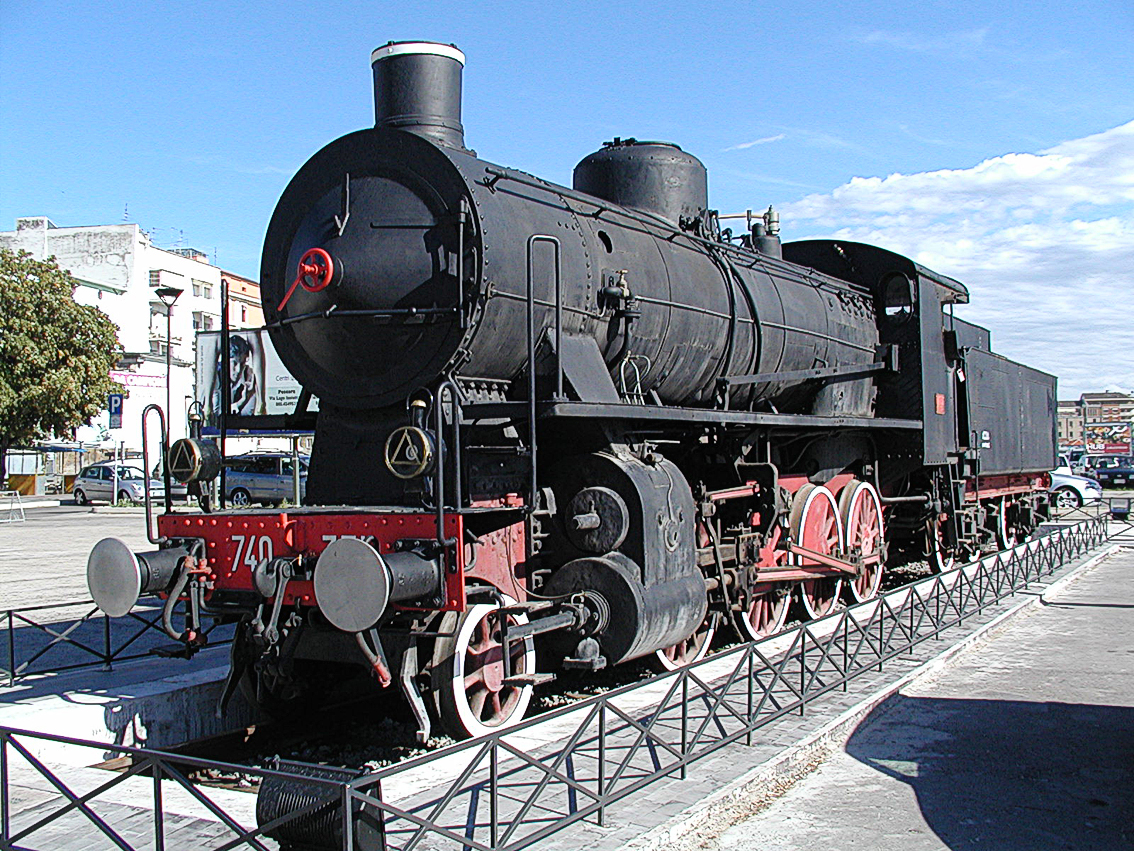
FS 740
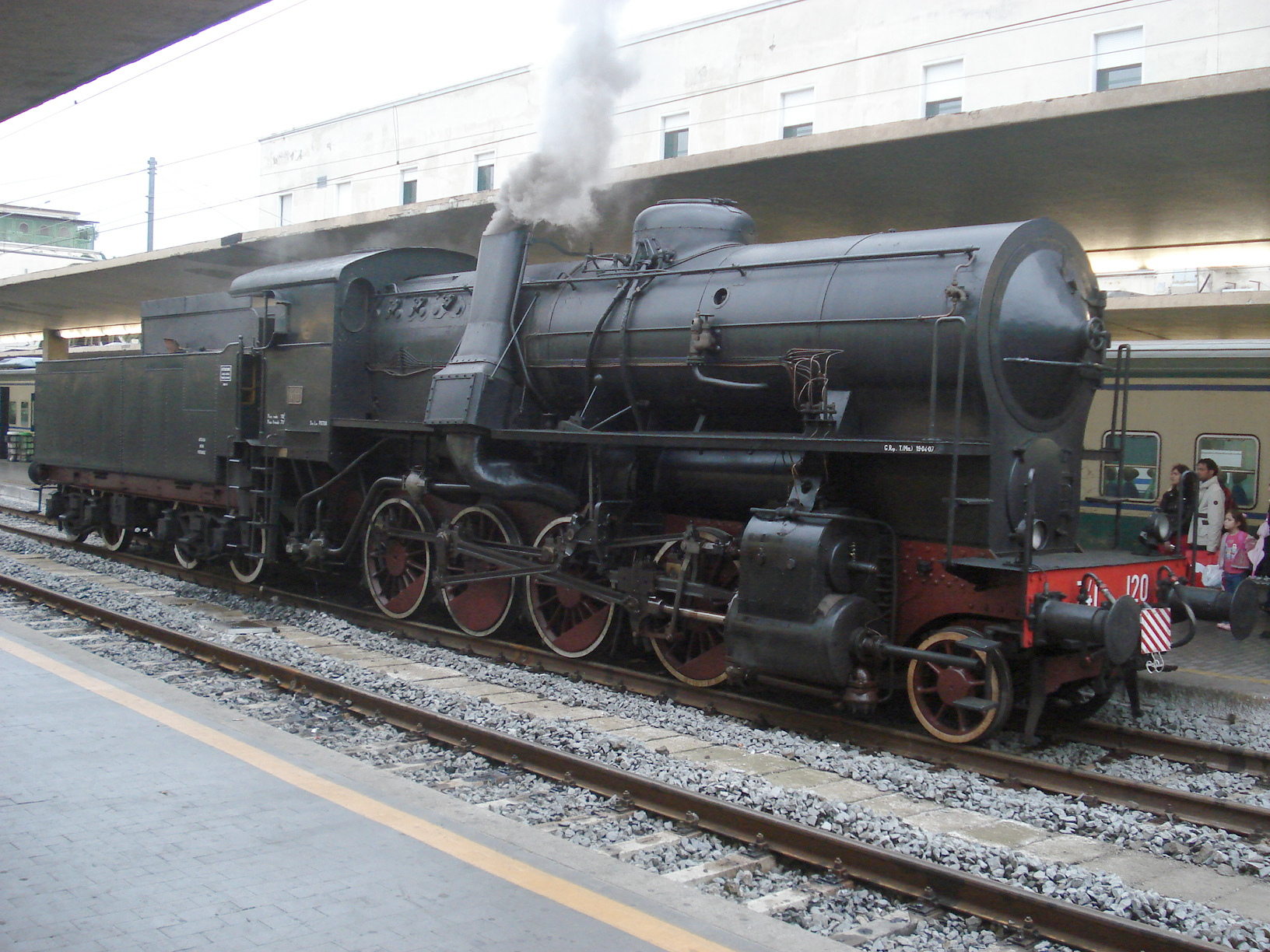
FS 741
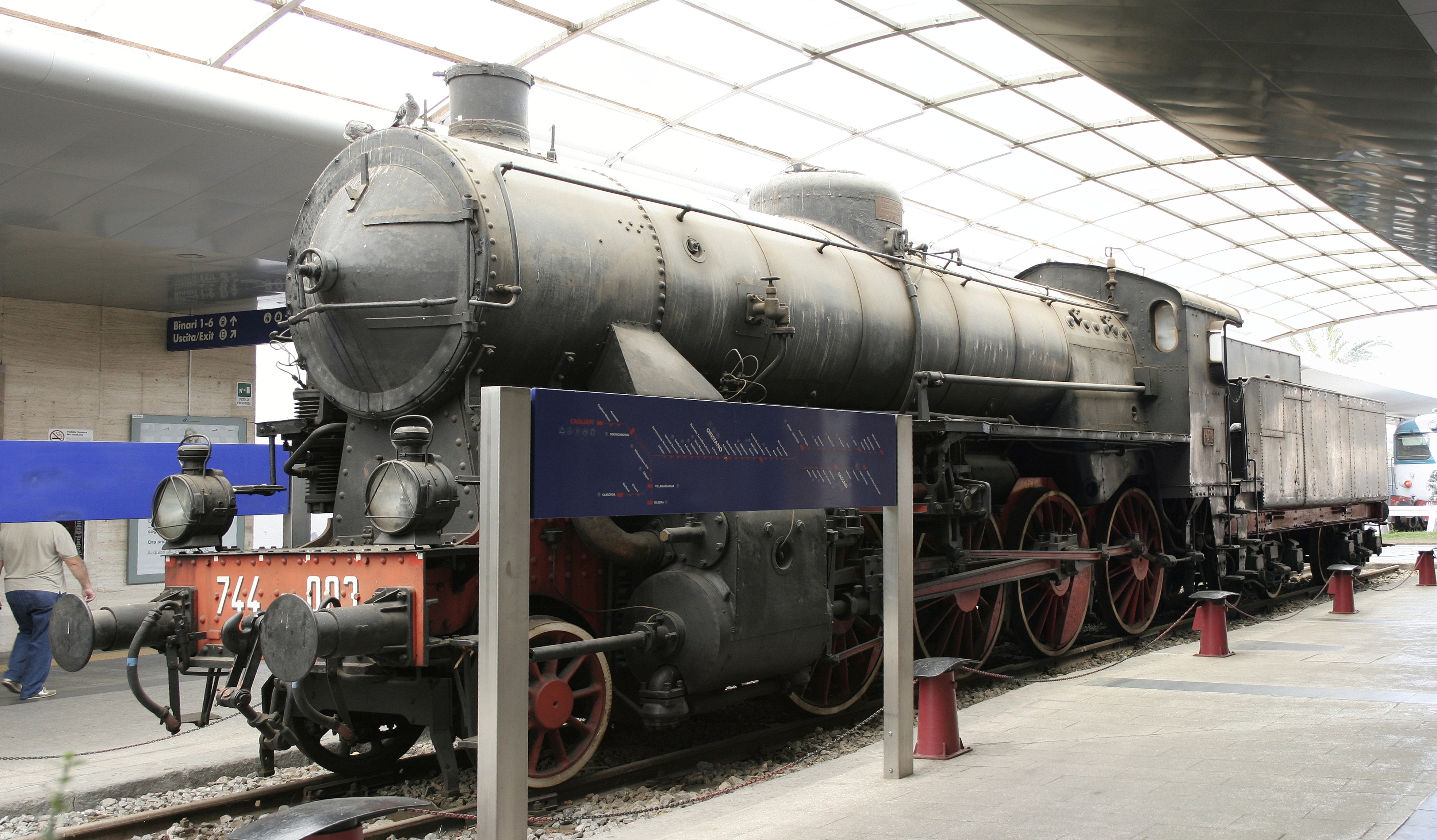
FS 744
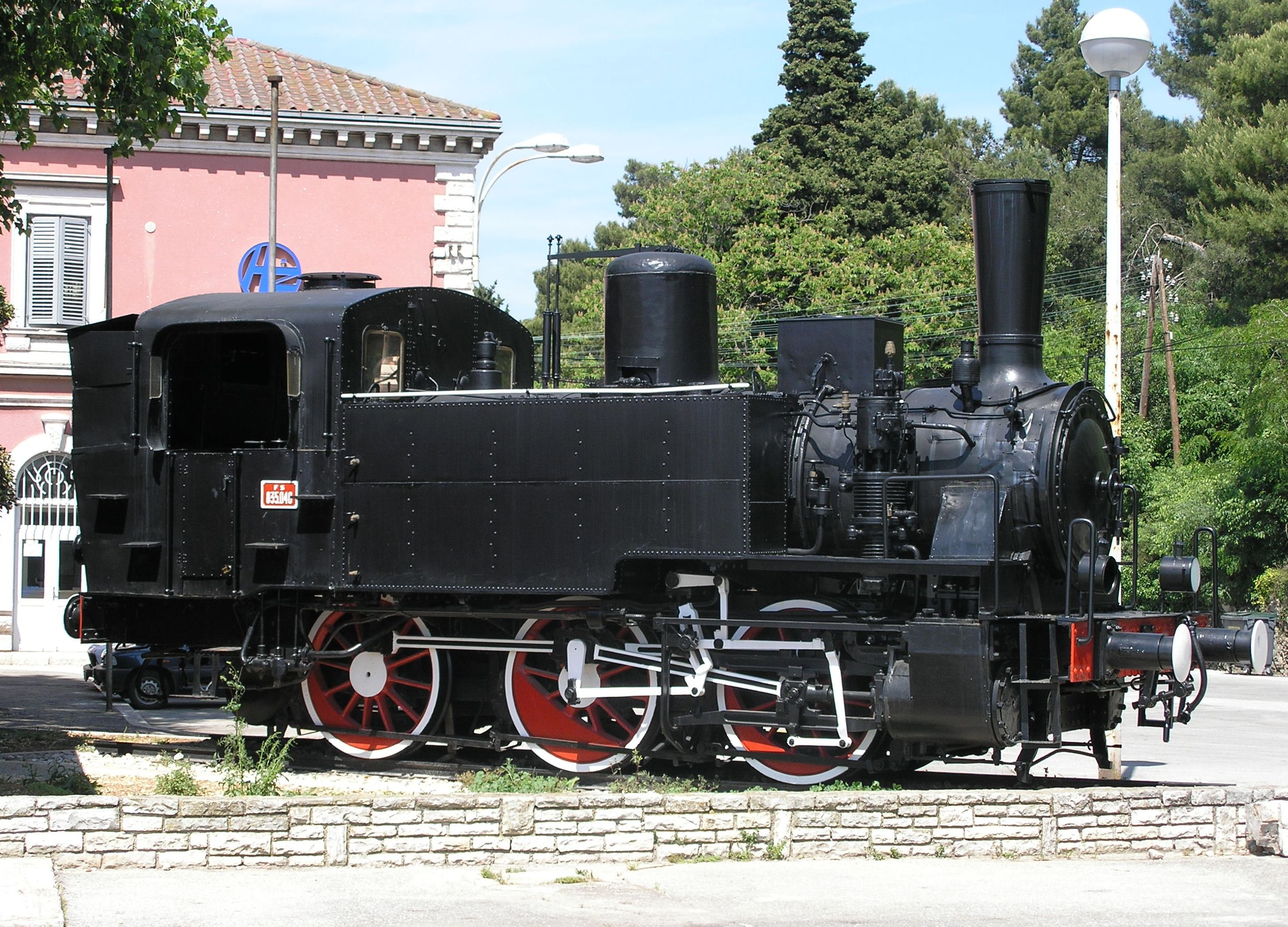
FS 835
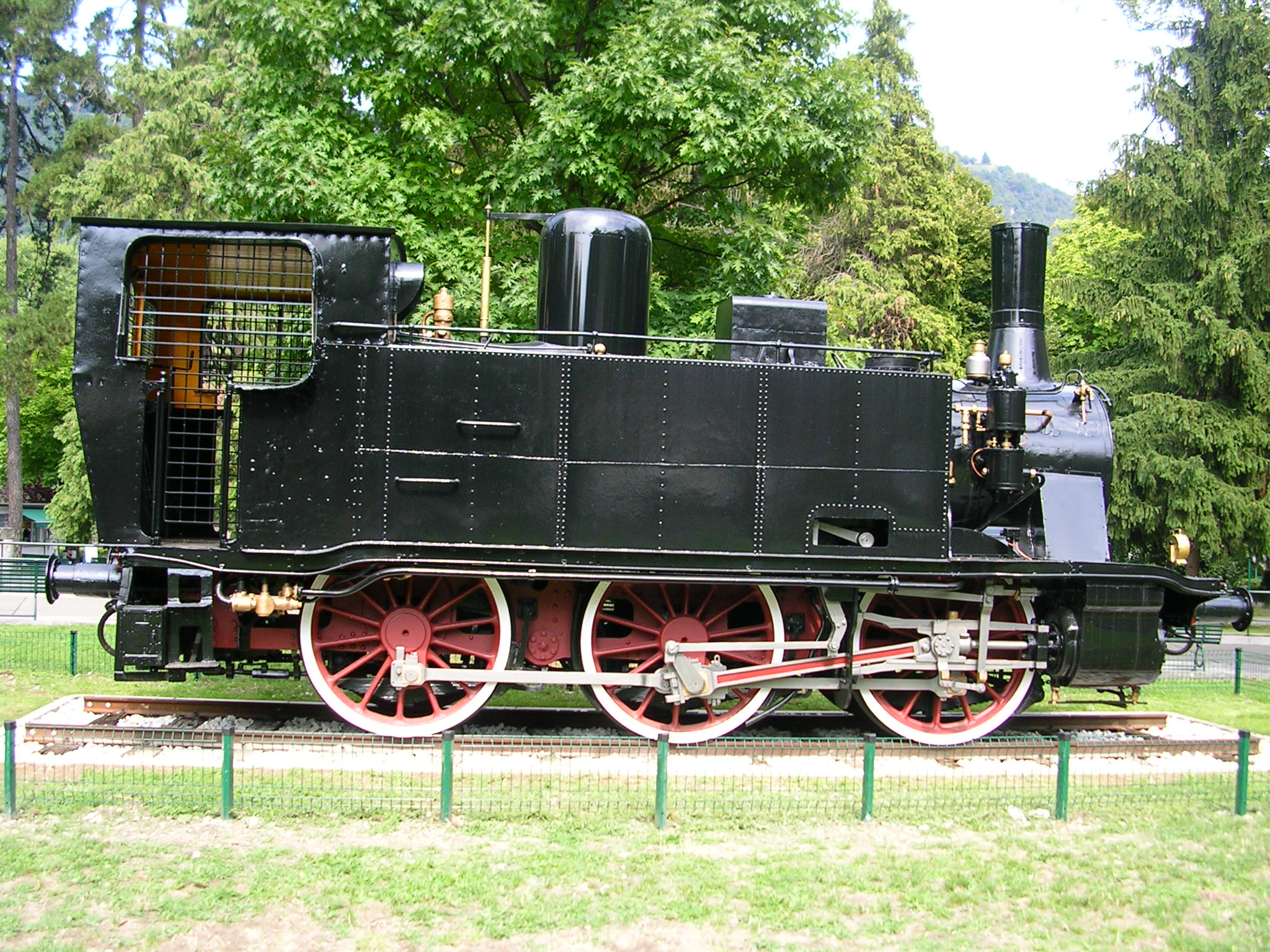
FS 851
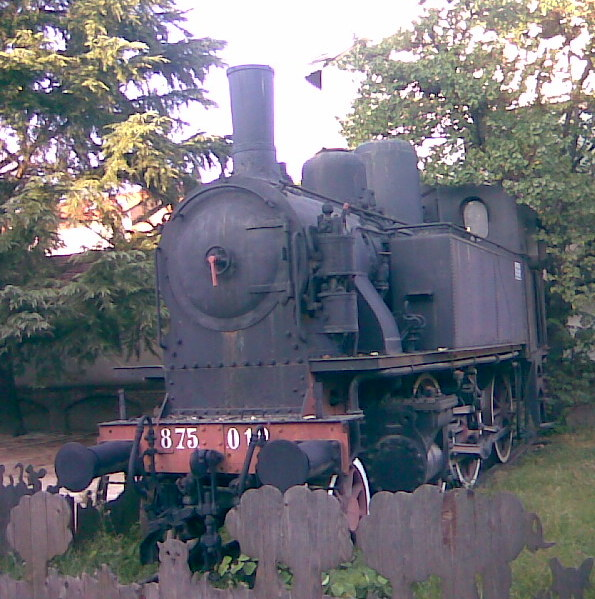
FS 875
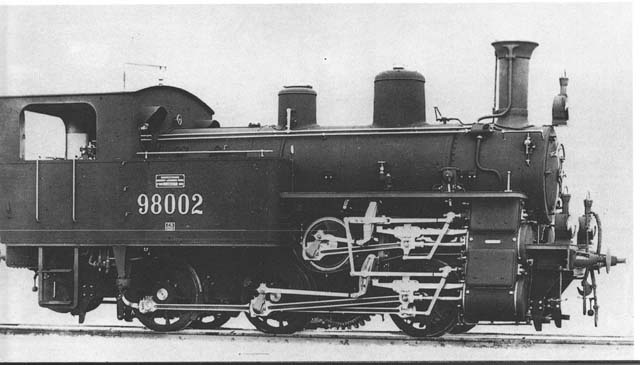
FS 980
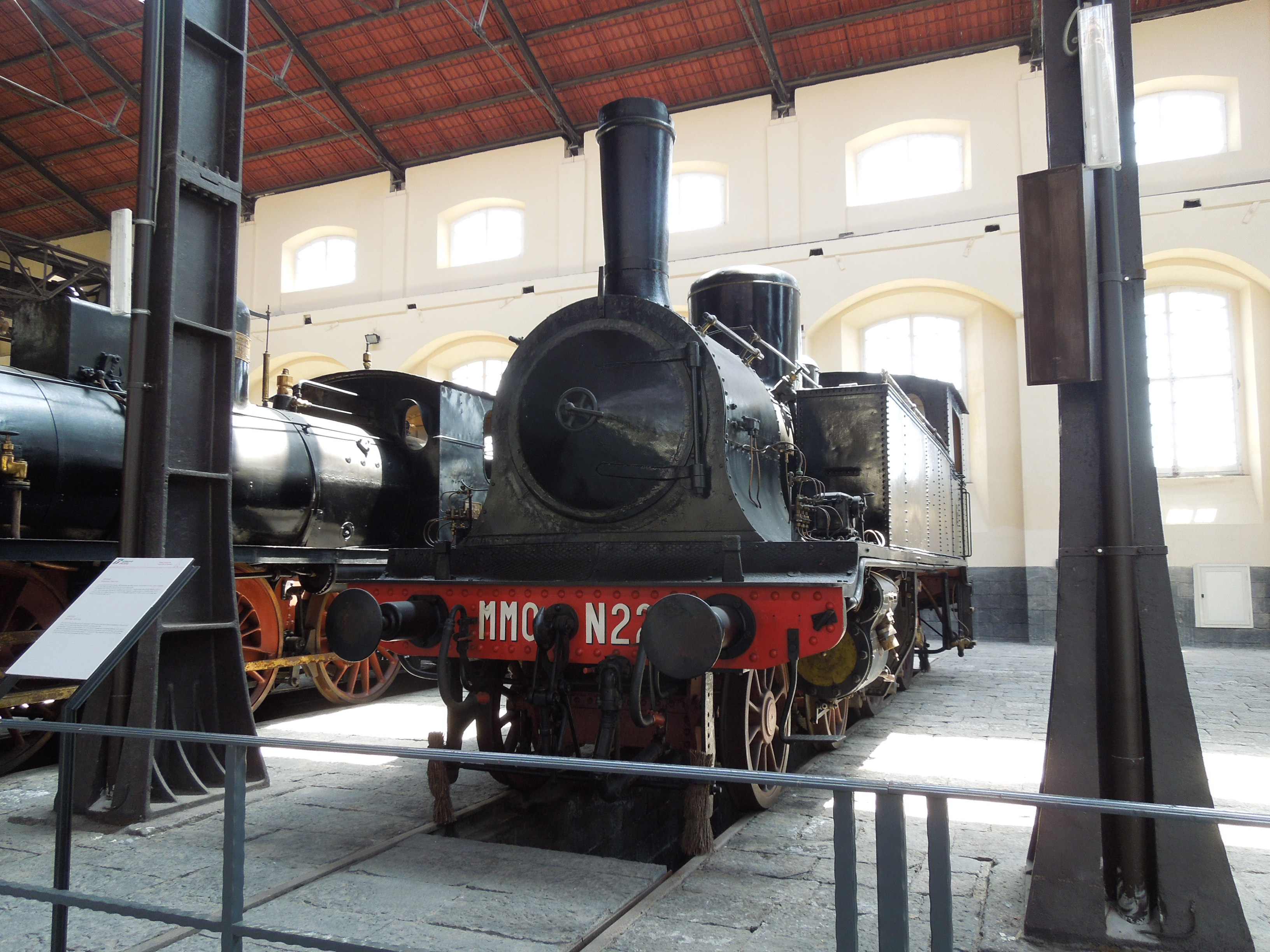
MMO 22
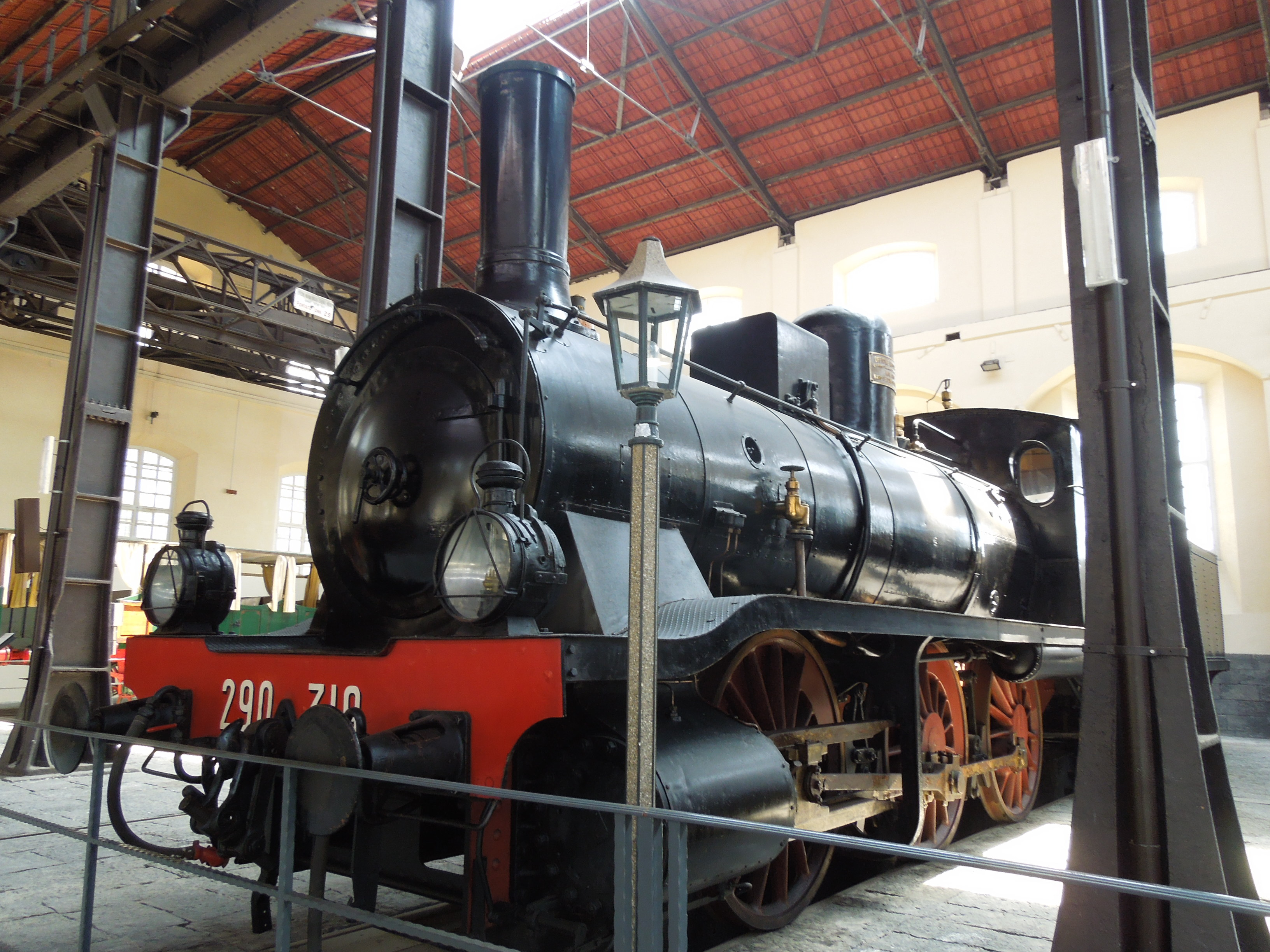
FS 290
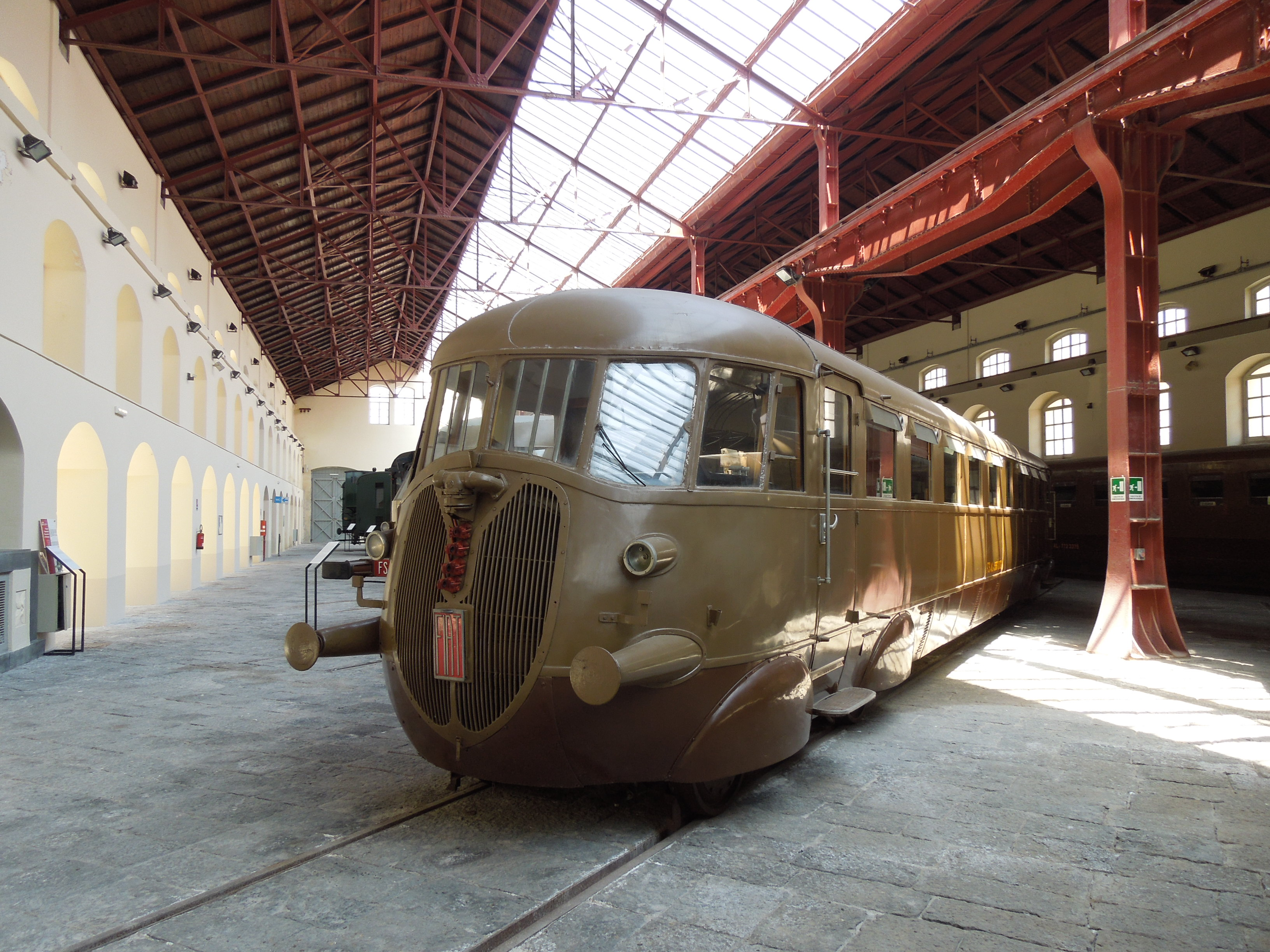
ALn 556
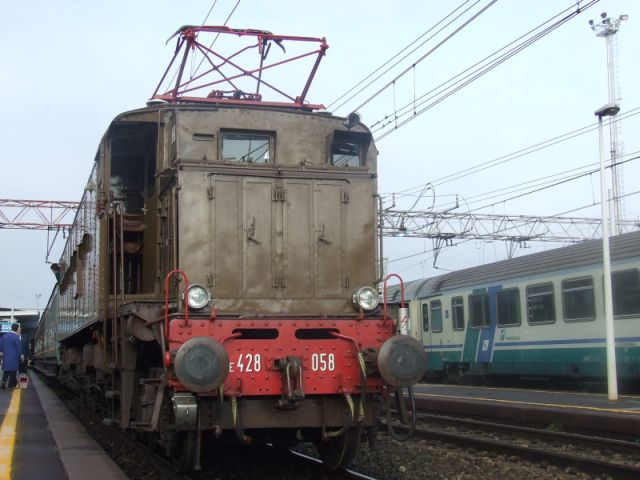
E 428
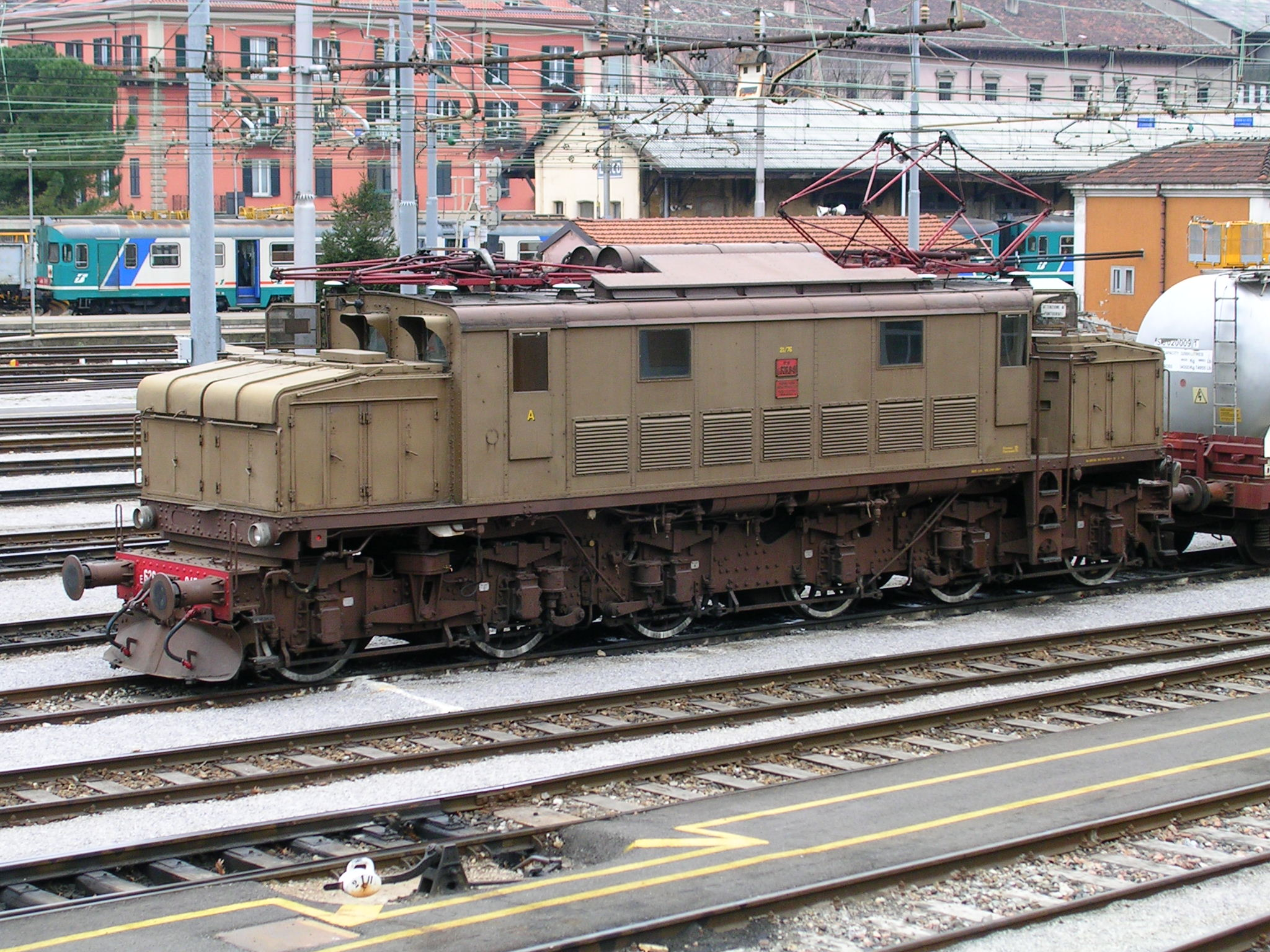
E 626
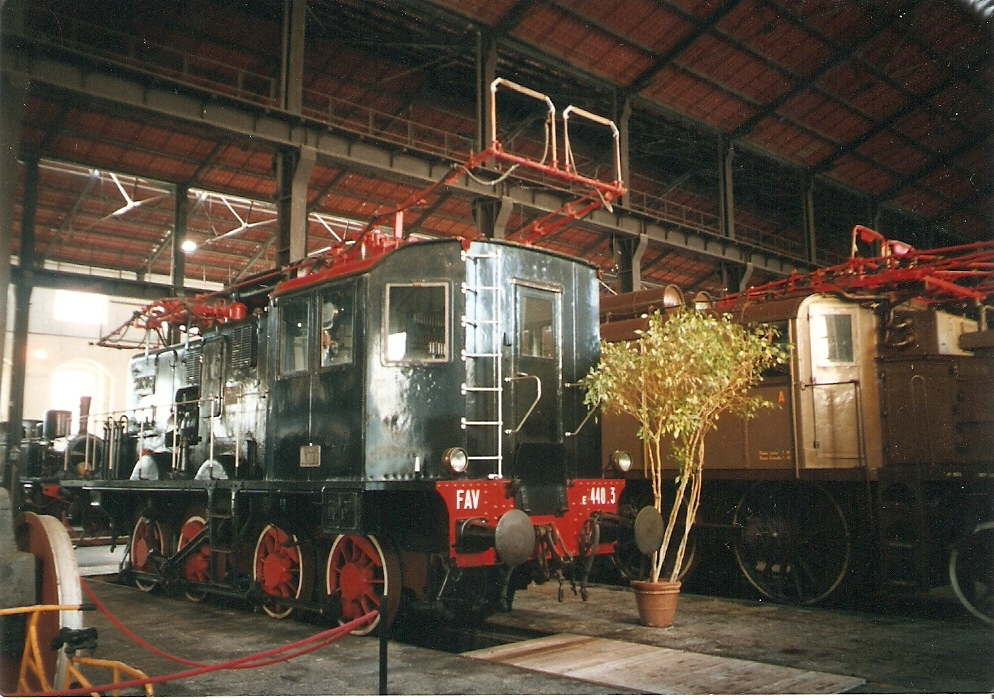
FAV E 440